# Sint-Denijs-Westrem
Sint-Denijs-Westrem is een dorp in de Belgische provincie Oost-Vlaanderen en een deelgemeente van de stad Gent. Het was een zelfstandige gemeente tot aan de gemeentelijke herindeling van 1977. Sint-Denijs-Westrem ligt ten zuidwesten van Gent-centrum, naast Sint-Martens-Latem, De Pinte, Zwijnaarde en Afsnee. De grens met Gent wordt gevormd door de Rietgracht, waardoor het Maaltekasteel en het ziekenhuis Maria Middelares net nog in Gent zelf liggen.

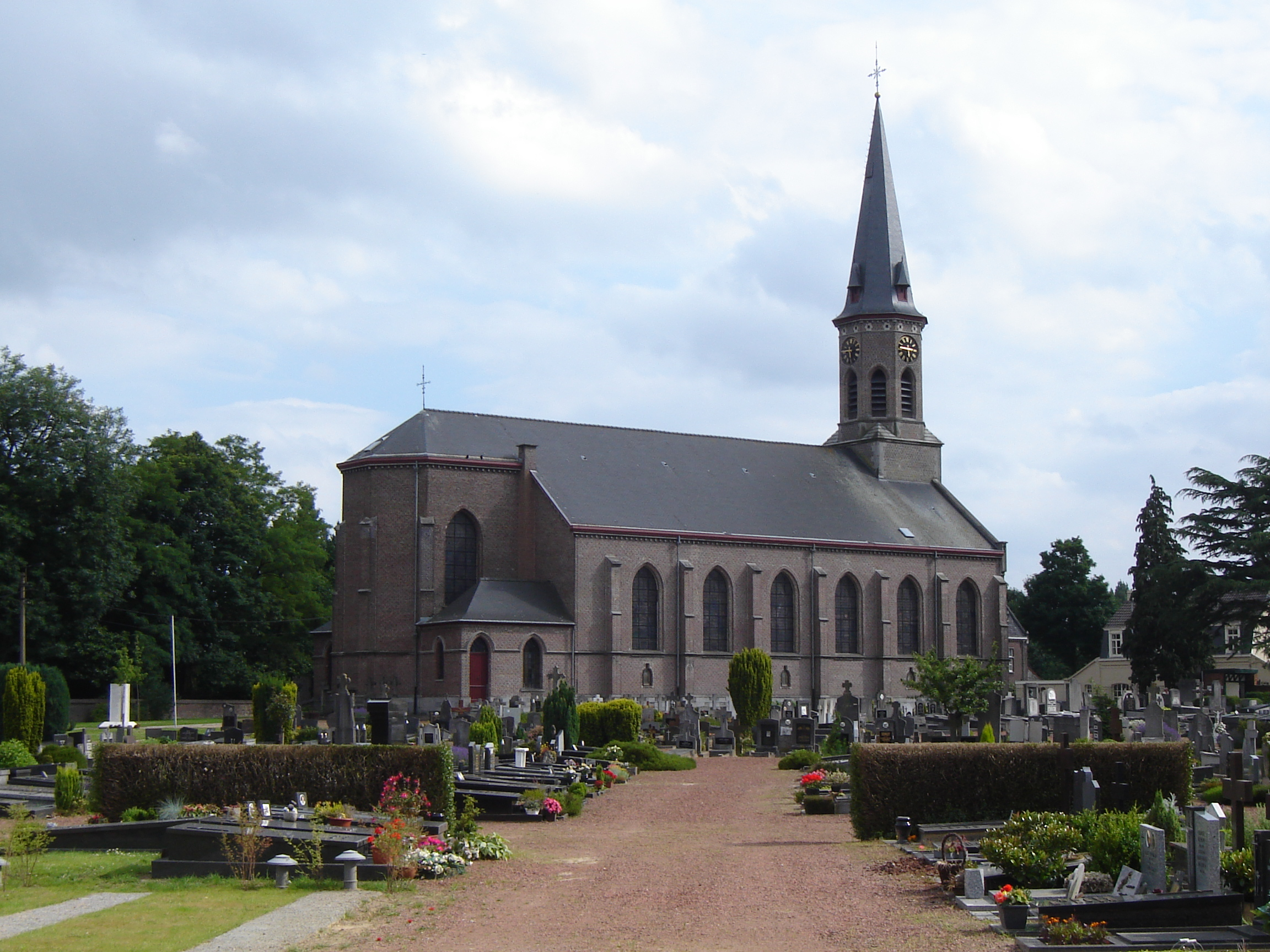
Sint-Denijskerk en kerkhof

## Geschiedenis

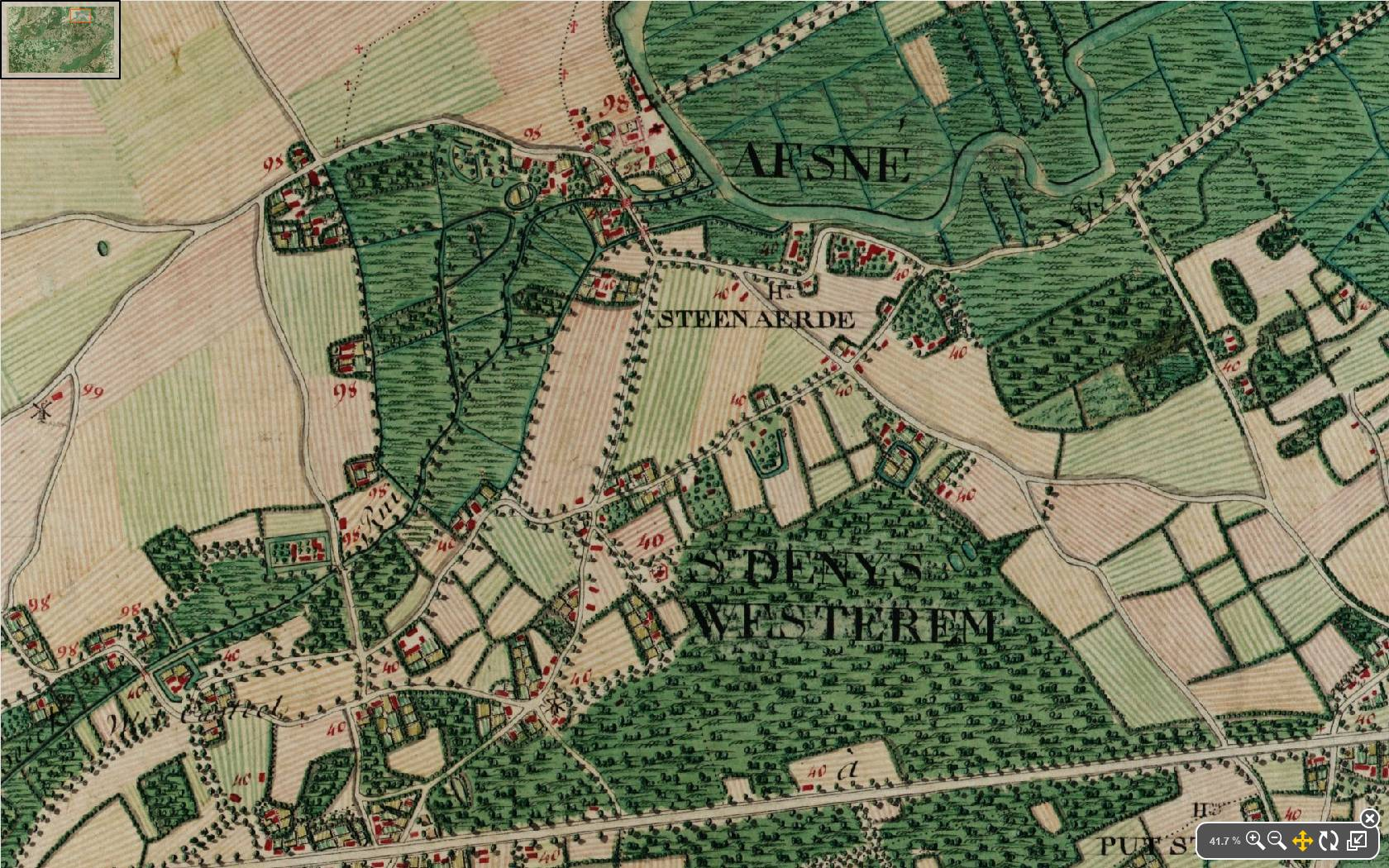
Sint-Denijs-Westrem en Afsnee op de Ferrariskaart van 1775

Rond Flanders Expo werden opgravingen gedaan waarbij sporen van nederzettingen vanaf de prehistorie tot aan de Middeleeuwen werden gevonden, en een Romeins dorp met begraafplaats.
In de late Middeleeuwen werden verschillende kastelen gebouwd zoals het kasteel van Idewalle, het Borluutkasteel, Hof ten Broecke en het Maaltekasteel.
De eerste geschreven bronnen van een kerk in Sint-Denijs-Westrem dateren uit 1111. De kerk werd uitgebreid in de 17de eeuw, maar weer afgebroken in 1845. Toen werd ze vervangen door een kerk in neogotische stijl.
De Kortrijksesteenweg werd aangelegd tussen 1716 en 1720, waarna hij nog verschillende malen werd vernieuwd.
Vanaf 1838 werden er op het Willemsveld, waar nu Flanders Expo zich bevindt, paardenkoersen gehouden. Bijna een eeuw lang was dit een echt society-evenement waar alle rijken aanwezig waren. Begin 20ste eeuw werd het terrein een vliegveld. Het vliegveld van Sint-Denijs-Westrem werd ook in de Eerste en Tweede Wereldoorlog gebruikt. Kort voor de Eerste Wereldoorlog werd het tracé van de spoorlijn Kortrijk-Gent verlegd langs Sint-Denijs-Westrem en het station Sint-Denijs-Westrem opende zijn deuren.
Tot de tweede helft van de twintigste eeuw was Sint-Denijs-Westrem vooral landelijk, maar nadien nam de bebouwing toe. In 1950 werd de autosnelweg E5 Brussel-Oostende (nu A10/E40) door Sint-Denijs-Westrem en over een stuk van het vliegveld getrokken. In 1969 werd ten noordoosten van Sint-Denijs-Westrem de Ringvaart gegraven, die het dorp afsneed van de stad Gent. Halverwege de jaren 80 verdween het vliegveld om plaats te maken voor het beurscomplex Flanders Expo. Daar hebben jaarlijks beurzen plaats zoals de Gentse Floraliën en muziekhappenings zoals I Love Techno.

## Demografische ontwikkeling
- Bronnen:NIS, Opm:1831 tot en met 1970=volkstellingen; 1976 = inwoneraantal op 31 december

## Politiek

### Uitslag gemeenteraadsverkiezingen sinds 2024
Sinds 2024 worden ook fijnmazige verkiezingsresultaten gepubliceerd. Deze maken het mogelijk om een gedetailleerde uitslag weer te geven voor deelgemeenten. De zetelverdeling is gebaseerd op de uitslag van de gehele stad.
| Partij / Kartel  | Partij / Kartel       | 13-10-2024 | 13-10-2024 |
| Stemmen / Zetels | Stemmen / Zetels      | %          | 53         |
| ---------------- | --------------------- | ---------- | ---------- |
|                  | Vooruit / Voor Gent1  | 37,31      | 11         |
|                  | Open VLD / Voor Gent1 | 37,31      | 8          |
|                  | N-VA                  | 27,9       | 10         |
|                  | Groen                 | 12,7       | 14         |
|                  | CD&V                  | 12,0       | 4          |
|                  | Vlaams Belang         | 6,0        | 3          |
|                  | PVDA                  | 2,3        | 3          |
|                  | Voor U                | 0,6        | 0          |
|                  | FouadAhidar&TeamGent  | 0,4        | 0          |
|                  | Red Gent              | 0,4        | 0          |
|                  | Grondrecht            | 0,3        | 0          |

## Geografie

### Waterlopen
Door Sint-Denijs-Westrem vloeit de Rosdambeek.

### Buurgemeenten
Sint-Denijs-Westrem is een van de Gentse randgemeentes, het grenst aan Sint-Martens-Latem en De Pinte.

### Wijken
Ondanks het beperkte oppervlakte heeft Sint-Denijs-Westrem ook zijn wijken:
| Naam             |
| ---------------- |
| Bugten           |
| Centrum          |
| Drie Sleutels    |
| Goedinge         |
| Kouter           |
| Maalte           |
| Maria Middelares |
| Rosdam           |
| Steenaarde       |
| Vierschaar       |

## Een meteoriet in Sint-Denijs-Westrem
Op 7 juni 1855, omstreeks 19 uur 45, kwam een 700 gram wegende meteoriet neer in de onmiddellijke omgeving van deze plaats. Het is de oudste geregistreerde meteoriet die in België neerkwam. Alhoewel hij niet werd waargenomen spraken getuigen van een fluitend geluid. De ontdekkers van de meteoriet beschreven het object als rond, gloeiend heet met dunne gesmolten korst en opvallende zwavelgeur.
Het grootste deel van deze steenmeteoriet (chondriet, subtype L6) wordt bewaard in het Naturhistorisches Museum Wien. Twee kleinere stukken van respectievelijk 2,7 en 1,11 gram bevinden zich in de meteorietencollectie van het Vaticaan.

## Bezienswaardigheden

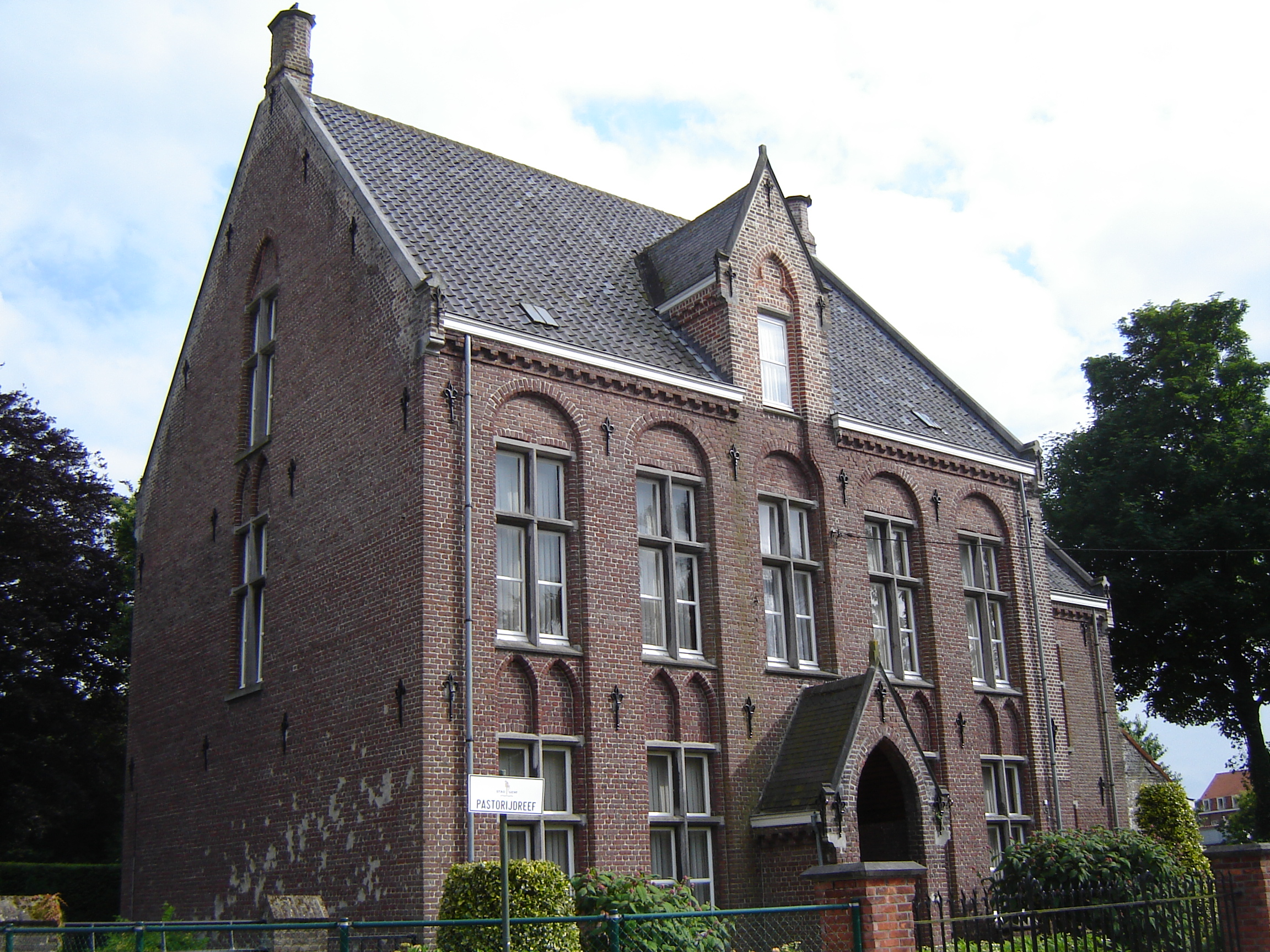
Pastorie

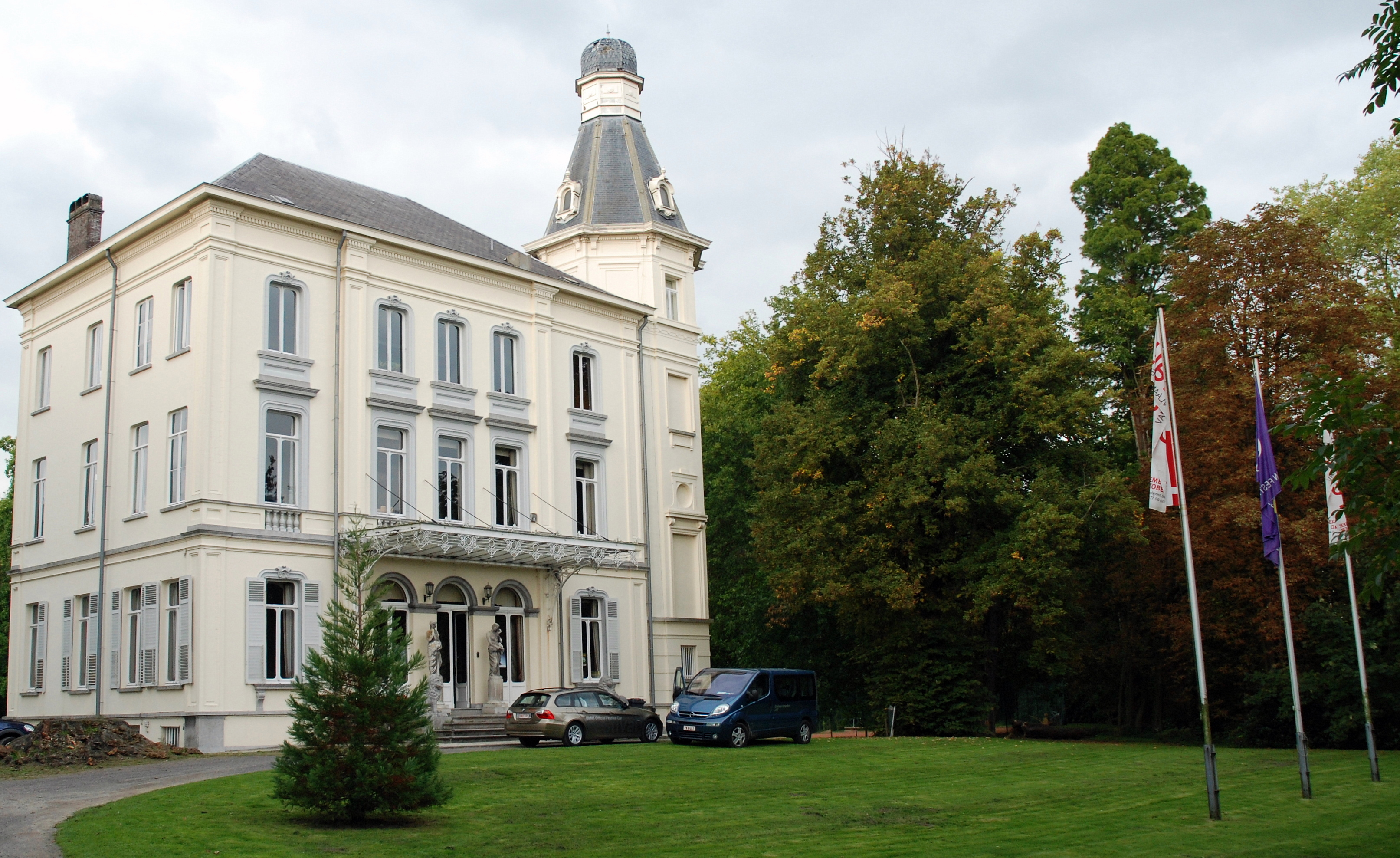
Kasteel Borluut

- De Sint-Denijskerk (ontworpen door architect Matthias Jozef Wolters) is net als de omliggende kerkhofmuur, de pastorie, en de omgeving beschermd.
- Het Kasteel Borluut (inclusief bos)
- Het Kasteel Puttenhove aan de Putstraat
- Het Kasteel Hamelinck aan de Beukenlaan
- Het voormalig treinstation en zijn omgeving
- De Heilige Sacramentskapel 't Putje
- Het Sint-Jozefgesticht (Sint-Denijs-Westrem) aan de Kortrijksesteenweg
- Het Sint-Vincentius a Paoloklooster aan de Loofblommestraat

## Natuur en landschap
Sint-Denijs-Westrem ligt aan de Leie en aan de Ringvoort. De hoogte bedraagt 7-11 meter en de bodem is zandig. De plaats behoort tot de Gentse agglomeratie. Van de natuurgebieden kan het Duddegembos worden genoemd, een betrekkelijk klein bosgebied.

## Bevolking
De laatste jaren is het bevolkingsaantal van Sint-Denijs-Westrem afgenomen, terwijl dat van de stad Gent is toegenomen. De bevolkingsdichtheid en de bebouwingsgraad zijn lager dan het gemiddelde van de gemeente Gent. Er trekken namelijk meer mensen weg uit Sint-Denijs-Westrem dan er komen wonen en bovendien is het sterftecijfer hoger dan het geboortecijfer. De gemiddelde leeftijd van de bevolking ligt hoger dan in Gent in het algemeen, er is een groot aantal 65-plussers.

## Evenementen
Jaarlijks is er de wielerwedstrijd Westrem Koerse, waarin wielertoeristen en jeugd het tegen elkaar opnemen. De wedstrijd is bekend om zijn vele onverharde wegen. Ook is er het befaamde Dioniss festival begin Augustus. Verder organiseren Echo Der Leie en TC Borluut nog tal van evenementen. Sinds enkele jaren wordt er begin augustus het befaamde Parklife in het Parkbos georganiseerd.

## Film
Sint-Denijs-Westrem stond centraal in de film 'Café Derby', deze ging over het pauselijk bezoek in 1985 aan Sint-Denijs-Westrem.

## Onderwijs
In Sint-Denijs-Westrem zijn 2 lagere scholen gevestigd: Sint-Paulus en Westerhem. Die eerste opende in 2017 nog een gloednieuwe infrastructuur. Sint Paulus had tot dat jaar ook een humaniora maar die werd in 2017 gesloten en sindsdien is Don Bosco Sint-Denijs de enig overgebleven middelbare school in Sint-Denijs-Westrem.

## Sport
Voetbalclub KVV Sint-Denijs Sport is sinds de jaren 30 aangesloten bij de Belgische Voetbalbond en er actief in de provinciale reeksen. Sinds 23 april 2023 promoveert de club naar de Nationale reeksen.
Sinds 2019 wordt er jaarlijks een wielerwedstrijd, Westrem Koerse georganiseerd in de Lauwstraat. Sint-Denijs-Westrem heeft een rijk wielerverleden, onder andere toppers als Wouter Weylandt en Iljo Keisse zijn van Sint-Denijs afkomstig.
In het Borluutbos is TC Borluut gevestigd.
De Ghent Gators spelen al hun thuismatchen in Sint-Denijs-Westrem. Ze mochten in 2014 de Belgische landstitel vieren in het American Football.

## Stedenbanden

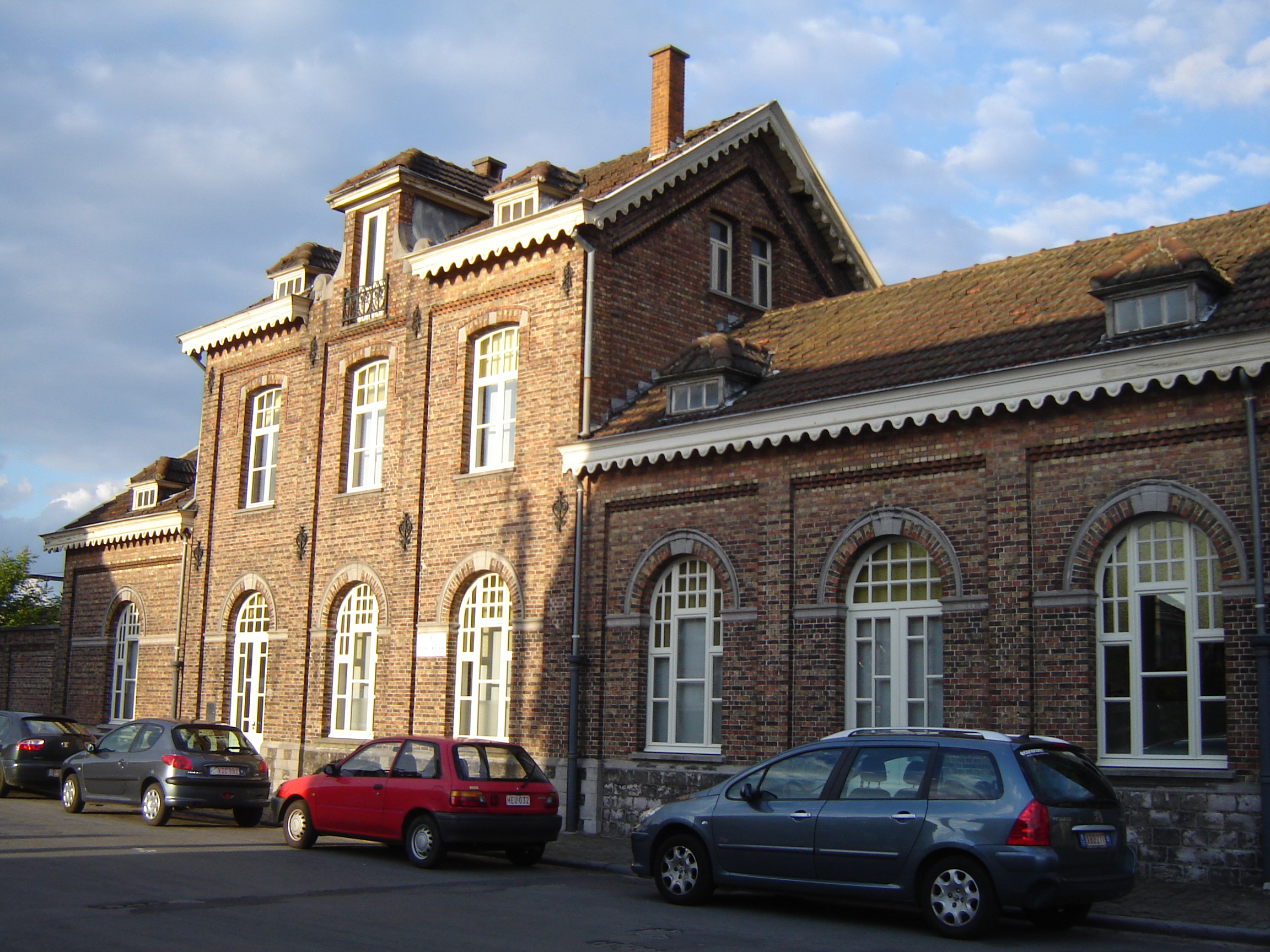

Tot de fusie in 1977 had Sint-Denijs-Westrem een band met het Duitse Melle.

## Bekende personen afkomstig uit Sint-Denijs-Westrem

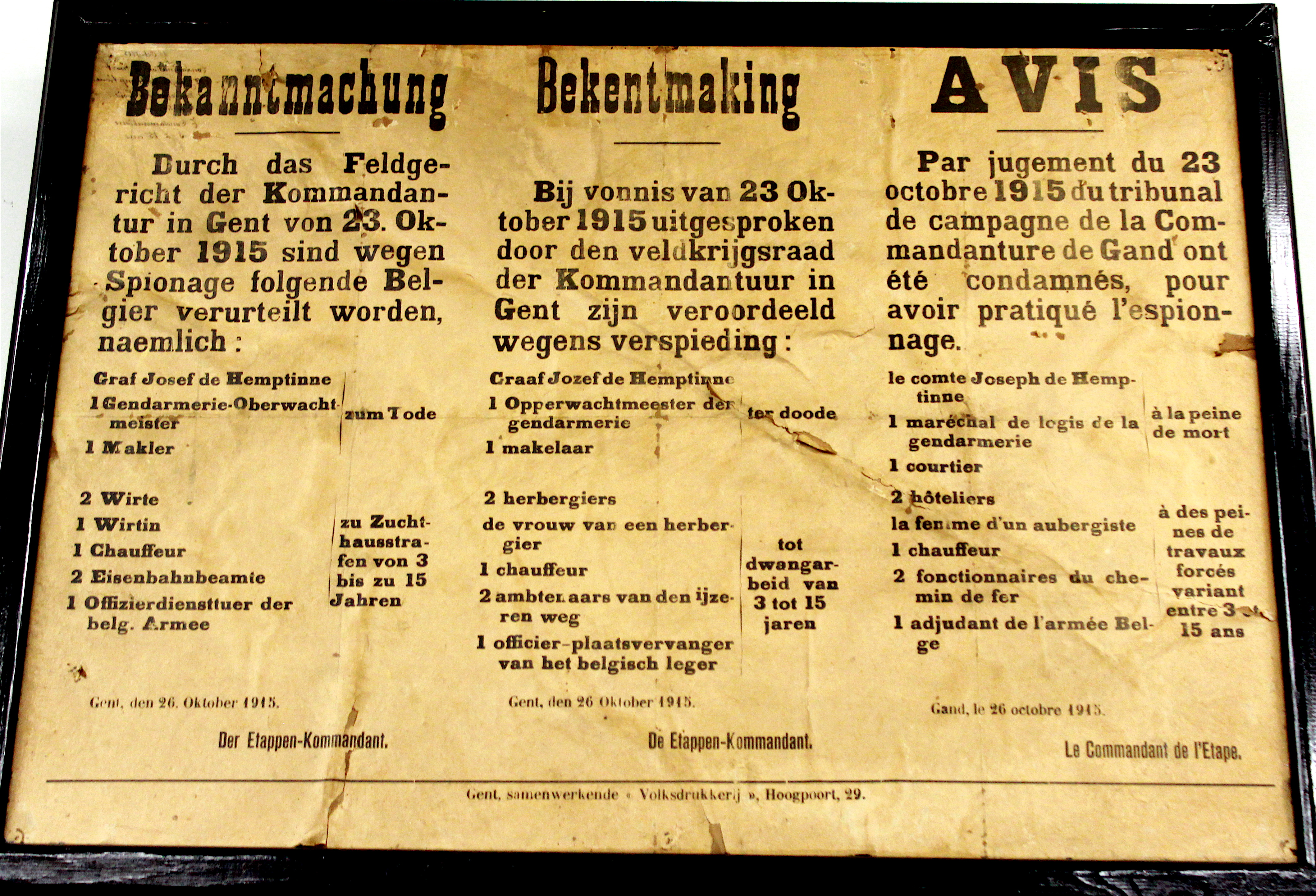
Bekendmaking van de terdoodveroordeling van Joseph de Hemptinne (1859-1942)

- Joseph de Hemptinne (1859-1942), burgemeester
- Adolphe Braeckeveldt (1912-1985), wielrenner
- John Massis (1940-1988), gewichtheffer
- Wouter Weylandt (1984-2011), wielrenner
- Nina Sterckx (2002), gewichtheffer

## Nabijgelegen kernen
Sint-Martens-Latem, Afsnee, Gent, De Pinte, Zwijnaarde